# Ivo Zeko
Ivo Zeko Cvitić (Jajce, 7. svibnja 1971.) je hrvatski pisac za djecu iz Bosne i Hercegovine.

## Životopis
Osnovnu i srednju školu završio je u Uskoplju. Amaterski se bavio crtanjem karikatura. Prvu knjigu priča za djecu izdao 2008. godine u izdanje Hrvatske uzdanice a iste godine nekoliko basni je objavljeno u izdanju sarajevskog časopisa Hrvatska misao.
Imao je manju ulogu u filmu Živi i mrtvi.

## Djela
- Miš i slon i druge basne, priče za djecu, Hrvatska uzdanica Uskoplje  (2008.)
- Basne uskopaljskih šuma, priče za djecu, Hrvatska uzdanica Uskoplje (2010.)[2]
- Kako je Baba Roga pokušala pokvariti Božić, priče za djecu, (2011.)[3]
- Rahela u začaranoj šumi, priče za djecu, Hrvatska uzdanica Uskoplje (2018.)
- Medvjedići Bimbo i Bombo (2021.)[4]